# Lyssa
Lyssa is een geslacht van vlinders uit de familie van de Uraniidae (Uraniavlinders). Het geslacht werd opgericht door Jacob Hübner in 1823.

## Soorten
- Lyssa agathyrsus - Kirsch, 1877
- Lyssa aruus - Felder, 1874
- Lyssa aurora - Salvin & Godman, 1877
- Lyssa curvata - Skinner, 1903
- Lyssa latona - Druce, 1886
- Lyssa macleayi - Montrouzier, 1857
- Lyssa menoetius - Hopffer, 1856
- Lyssa mutata - Butler, 1887
- Lyssa patroclus - Linnaeus, 1758
- Lyssa toxopeusi - Regteren Altena, 1953
- Lyssa zampa - Butler, 1869